# رابطة كيميائية

صورة لرابط كيميائي.

الروابط أو الأواصر الكيميائية في الكيمياء ظاهرة تماسك الذرات في الجزيء أو البلورة أو غير ذلك. وجميع الروابط الكيميائية ترجع لتفاعل الإلكترونات الموجودة في الذرة. وهذه الإلكترونات جزء من المدار الذري للذرة. ولكن في الرابطة تقوم الإلكترونات بتكوين مدار جزيئي بين ذرتين أو أكثر ويتماسك الجزيء. تفاعلات الإلكترونات تنشأ نتيجة القوة الكهرومغناطيسية حيث تتآثر الإلكترونات (سالبة الشحنة) مع نواة الذرة (موجبة الشحنة) وكذلك تتآثر فيما بينها، فتنشأ الروابط بين الذرات، وبعض الخصائص الأخرى مثل المغناطيسية. وتكوّن الذرات رابطة في حالة أن تكون طاقتها بعد الارتباط أقل من طاقتها قبل الارتباط. تتحرك الإلكترونات في الذرة والجزيئات في مستويات للطاقة.

## أنواع الروابط الكيميائية
وهناك 4 أنواع مختلفة من الترابط الكيميائي تستخدم لتصنيف أنواع التفاعلات الذرية. وهذه التصنيفات تُعَرَّف بواسطة التوزيع الإلكتروني ومستويات الطاقة.
ويقال للإلكترونات الموجودة في المدار الجزيئي لرابطة أنها «متمركز» على ذرة/ذرات معينة، أو «غير متمركزة» بين ذرتين أو أكثر. ونوع الرابطة بين ذرتين يعرف بتمركز الكثافة الإلكترونية أو عدم تمركزها بين ذرات المادة.
وعديد من المركبات ترتبط عن طريق الرابطة التساهمية. ويمكن توقع بناء هذه الجزيئات باستخدام نظرية تكافؤ الرابطة، ونسبة الذرات المتضمنة يمكن تفهمها أيضا عن طريق بعض المفاهيم مثل رقم التأكسد. والمركبات الأخرى التي يكون بنائها أيونيًا (رابطة أيونية) يمكن تفهم تركيبها عن طريق نظريات الفيزياء التقليدية. وعموما، فإن المركبات الأكثر تعقيدًا مثل المعقدات الفلزية تحتاج كيمياء الكم لتفهمها.
وفي حالة الرابطة الأيونية تكون معظم الإلكترونات متمركزة حول ذرات معينة، ولا تنتقل الإلكترونات بين الذرات كثيرًا. وعن طريق تعيين شحنة كل ذرة يمكن تعريف التوزيع المدارات الجزيئية لها. وتتميز القوة بين الذرات (أو الأيونات) بكمية موحدة الخواص من الجهد الكهربي الساكن.
وبالعكس، ففى الترابط التساهمي، تكون الكثافة الإلكترونية بين الروابط غير راجعة لذرات معينة، ولكن تكون في حالة عدم تمركز في المدارات الجزيئية بين الذرات. كما تساعد نظرية الاندماج الخطي للمدارات الجزيئية المشهورة، على وصف بناء المدارات الجزيئية والطاقات باستخدام المدارات الذرية للذرات الآتية منها. وبعكس الرابطة الأيونية النقية، فإن الرابطة التساهمية يمكن أن يكون له تباين خواص مباشر.
يمكن للذرّات أيضاً أن تكوّن روابط وسيطة بين الرابطة التساهمية والأيونية. وهذا لأن هذه التعريفات مبنية على درجة عدم تمركز الإلكترونات. فيمكن للإلكترونات أن تكون غير متمركزة جزئياً بين الذرات، ولكن تقضي وقتاً أطول حول ذرة معينة أكثر من ذرة أخرى. وهذا النوع من الترابط غالبًا ما يسمى تساهميًا قطبيًّا
جميع هذه الروابط تكوّن قوًى «بين» الجزيئات وتقوم بإمساك الذرات معا في الجزيء. يوجد قوى بين جزيئية والتي تسبب تجاذب الجزيئات أو تنافرها. تتضمن هذه القوى التجاذب الأيوني، الرابطة الهيدروجينية، وتجاذب ثنائي قطبي-ثنائي قطبي، وتجاذب ثنائي قطبي محثوث.
يعتبر كتاب لينوس باولينج «طبيعة الرابطة الكيميائية» أفضل كتاب على الإطلاق تحدّث عن موضوع الروابط الكيميائية.